# La Verpillière
La Verpillière è un comune francese di 7 293 abitanti (2019) situato nel dipartimento dell'Isère della regione dell'Alvernia-Rodano-Alpi.

## Società

### Evoluzione demografica
Abitanti censiti